# Aden Gillett
Aden Gillett (Aden (Jemen), 8 november 1958) is een Engelse acteur, die het bekendst is door zijn rol als Jack Maddox in de populaire BBC-serie The House of Eliott waarin hij optrad naast Stella Gonet en Louise Lombard.
Gillett is geboren in de stad Aden, Jemen, waar hij zijn voornaam aan te danken heeft. Hij is getrouwd met actrice Sara Stewart; zij hebben twee kinderen.
Hij speelde in een aantal toneelstukken waaronder een nieuwe uitvoering van Mary Poppins, als Mr. Banks, en Much Ado About Nothing, als Benedick. In films trad  hij op in The Winslow Boy en The Borrowers. Op televisie was hij in 1997 te zien als Robin Hood in Ivanhoe en als Peter Townsend, Prinses Margarets verboden liefde in The Queen's Sister.
- Biblioteca Nacional de España: XX5107320
- Gemeinsame Normdatei: 1089828349
- International Standard Name Identifier: 0000 0001 2280 3507
- Library of Congress Control Number: no2004009295
- Nederlandse Thesaurus van Auteursnamen: 071604855
- Système universitaire de documentation: 18003250X
- Virtual International Authority File: 56315990
- WorldCat: E39PBJptYv6799cXbGV6Q6gkDq